# Lithops geyeri
Lithops geyeri är en isörtsväxtart som beskrevs av Gert Cornelius Nel. Lithops geyeri ingår i släktet Lithops och familjen isörtsväxter. Inga underarter finns listade i Catalogue of Life.